# Tiempo de perdón
Tiempo de perdón é uma telenovela mexicana, produzida pela Televisa e exibida em 1968 pelo Telesistema Mexicano.

## Elenco
- Héctor Andremar
- Eduardo Castell
- Malena Doria
- Enriqueta Lara